# تجارب مبنية على الشبكة العنكبوتية
التجربة المنية على الشبكة العنكبوتية (بالإنجليزية: web-based experiment)‏ أو التجربة المبنية على الإنترنت (بالإنجليزية: Internet-based experiment)‏ هي تجربة يتم إجراؤها عبر الإنترنت. وفي مثل هذه التجارب يكون الإنترنت إما «وسيطًا يمكن من خلاله استهداف عينات أكبر وأكثر تنوعًا بتكاليف إدارية ومالية منخفضة» أو «مجال لبحوث العلوم الاجتماعية في حد ذاتها». من المحتمل أن تكون دراسات علم النفس والإنترنت هي التخصصات التي تستخدم هذه التجارب على نطاق واسع، بجانب مجموعة من التخصصات الأخرى منها العلوم السياسية والاقتصاد، والتي تستخدم أيضا التجارب على شبكة الإنترنت. في علم النفس، تُجرى معظم هذه التجارب في مجالات علم النفس المعرفي وعلم النفس الاجتماعي. ولقد أصبح هذا النوع من الإعداد التجريبي أكثر شعبية لأن الباحثين يستطيعون جمع كميات كبيرة من البيانات بتكاليف زهيدة من مجموعة واسعة من المواقع والأشخاص. وتعتبر التجربة المبنية على الشبكة العنكبوتية نوعًا من طرق البحث عبر الإنترنت.
يجري الباحثون في جامعة نيويورك حاليًا دراسة علمية مبتكرة حول علم النفس والقانون تستخدم فيديو للمحاكمات الجنائية. ويمكن للمشاركين الذين يزورون الموقع مشاهدة النسخة التجريبية (أقل من ساعة واحدة) والعمل كمحلفين.